# Метизник
«Метизник» — ранее существовавший российский футбольный клуб из Магнитогорска. На уровне команд мастеров играл в 1993—1997 годах во второй и третьей лигах первенства России.

## История
В советсткое время команда «Метизник» играла на региональном (чемпионат, кубок Челябинской области), межрегиональном (чемпионат, кубок РСФСР среди КФК) уровнях, а также в ряде сезонов в кубке СССР среди КФК.
В 1992 году команда выиграла турнир в зоне «Урал» (в нём носила название «Метизник-Альтернатива») и заняла 3-е место в финале первенства России среди КФК. В следующем году ФК «Метизник» был включён в число участников первенства России во второй лиге. В 1993—1997 годах играл в образованной третьей лиге. После сезона 1997 года клуб отказался от процедуры лицензирования, вследствие чего выбыл из числа членов ПФЛ, спортивными руководителями города зимой было принято решение из двух команд мастеров (другой командой был выступавший во второй лиге «Металлург») создать одну — «Металлург-Метизник» (в 1997 году «Металлург» носил название «Магнитка», в 1998 году объединённый клуб продолжил официально носить это же название). Тренировавший «Метизник» мастер спорта Александр Васильевич Кукушкин, в прошлом игрок и капитан «Металлурга», стал главным тренером объединённой команды.
Команда представляла Магнитогорский метизный завод.

## Результаты в ПФЛ
| Первенство | Первенство          | Первенство | Первенство | Первенство | Первенство | Первенство | Первенство | Первенство | Первенство                 | Кубок | Главный тренер                |
| Сезон      | Лига                | Место      | И          | В          | Н          | П          | Мячи       | О          | Бомбардир                  | Кубок | Главный тренер                |
| ---------- | ------------------- | ---------- | ---------- | ---------- | ---------- | ---------- | ---------- | ---------- | -------------------------- | ----- | ----------------------------- |
| 1993       | Вторая лига, зона 6 | 4 из 22    | 42         | 26         | 7          | 9          | 69-27      | 59         | Сергей Баландин — 19 мячей | —     | Позин Михаил Анатольевич      |
| 1994       | Третья лига, зона 6 | 2 из 14    | 26         | 13         | 11         | 2          | 33-13      | 37         | Сергей Черкасов — 9 мячей  | 1/256 | Кукушкин Александр Васильевич |
| 1995       | Третья лига, зона 6 | 4 из 14    | 26         | 15         | 4          | 7          | 53-36      | 49         | Денис Малявкин — 10 мячей  | 1/128 | Кукушкин Александр Васильевич |
| 1996       | Третья лига, зона 6 | 3 из 13    | 24         | 16         | 3          | 5          | 54-23      | 51         | Сергей Баландин — 11 мячей | 1/256 | Кукушкин Александр Васильевич |
| 1997       | Третья лига, зона 5 | 4 из 18    | 34         | 18         | 7          | 9          | 65-44      | 61         | Денис Малявкин — 12 мячей  | 1/256 | Кукушкин Александр Васильевич |

## Достижения команды «Метизник» на межрегиональном и региональном уровнях
Первенство России среди КФК
- Победитель зоны «Урал»: 1992
- 3-е место на финальном турнире: 1992

Кубок Урала
(Кубок РСФСР среди КФК, зона «Урал»)
- Обладатель: 1965, 1974, 1975, 1976, 1989, 1991
- Финалист: 1963

Чемпионат Челябинской области
- Победитель: 1967, 1970, 1973, 1975, 1988, 1989, 1991
- Серебряный призер: 1958, 1971, 1972, 1974, 1990
- Бронзовый призер: 1966, 1977

Кубок Челябинской области
- Обладатель: 1965, 1970, 1971, 1973, 1974, 1975, 1976, 1982, 1990
- Финалист: 1962, 1963, 1988